# Transmisión DSG

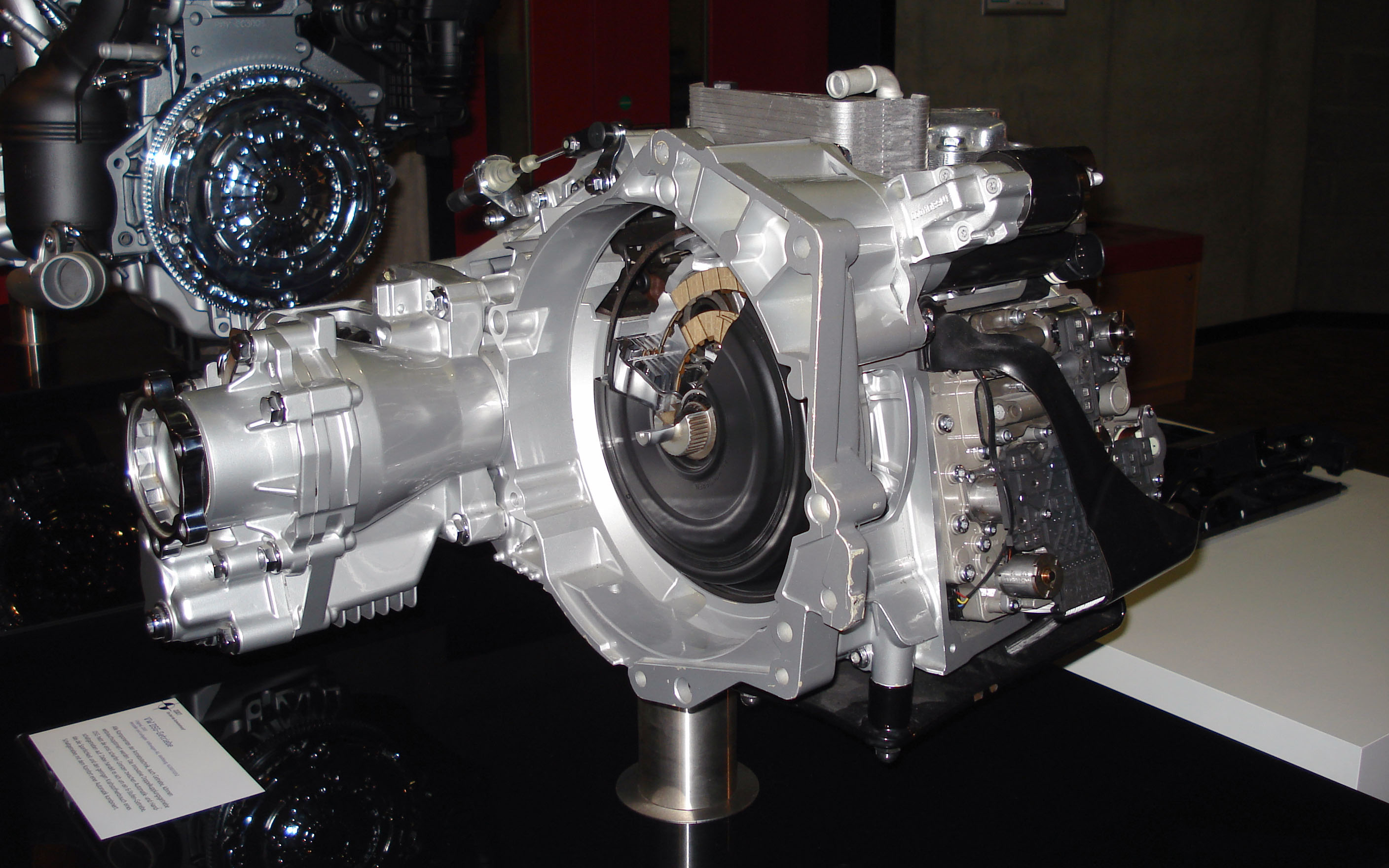
Vista transversal parcial de la transmisión DSG de seis velocidades de Volkswagen. Acoplamientos concéntricos multiplacas colocados junto con un módulo mecatrónico

Esquema de una transmisión de embrague doble

Caja de cambios de embrague doble

La transmisión DSG o transmisión de cambio directo (en alemán: Direktschaltgetriebe), abreviado habitualmente con DSG, es una caja de cambios automática de embrague doble, de doble eje, controlada electrónicamente, en un eje de transmisión o tradicional (dependiendo de la configuración del motor / transmisión), con accionamiento automático de embrague o semi-manual. Las primeras transmisiones de embrague doble derivaron de un desarrollo interno de Porsche para el Porsche 962 en la década de 1980.
Es una transmisión manual clásica con un embrague doble controlado electrónicamente que es totalmente automática o semi-automática y no tiene el pedal de embrague clásico. La primera transmisión de embrague doble proviene de Porsche para coches de carreras en los años 1980. En pocas palabras, dos transmisiones y embragues independientes integrados en una sola carcasa funcionan como una sola unidad. El mecanismo, construido por Borg Warner, fue patentado inicialmente por el Grupo Volkswagen (que incluye vehículos comerciales Volkswagen, Audi, Seat, Škoda, Lamborghini, Bentley, Bugatti, Porsche y Volkswagen) con el apoyo de IAV GmbH. Al utilizar dos embragues mutuamente independientes, el sistema DSG consigue un tiempo de desplazamiento más corto y elimina el convertidor de par propio de una transmisión automática clásica.
En términos sencillos, un sistema DSG automatiza dos cajas de cambios "manuales" separadas (y sus embragues), que se encuentran dentro de una carcasa común y funcionan como una sola unidad. Fue desarrollada por BorgWarner  a partir de una patente registrada por el Grupo Volkswagen, con el apoyo de IAV GmbH. Al utilizar dos embragues independientes, una caja DSG puede disminuir el tiempo necesario para realizar el cambio de marchas y elimina el convertidor de par de una transmisión automática epicíclica convencional.

## DSG transversal
A principios del año 2003 comenzó el empleo masivo de la primera transmisión de embrague doble en el mercado alemán, debutando en el Volkswagen Golf R32, y poco después equipando al Audi TT 3.2. Durante los primeros años, solo fue posible obtener el sistema DSG en vehículos con motor de tracción delantera montado transversalmente o tracción a las cuatro ruedas con embrague Haldex. El primer DSG transversal se produjo con seis marchas adelante y una marcha atrás, mediante un embrague sumergido en aceite de múltiples placas. Se utilizó para motores de hasta 350 Nm de par, y pesaba 93 kg para los vehículos con tracción delantera. Se producían 1.500 unidades de la caja al día. A principios de 2008 fueron los primeros del mundo en producir una transmisión DSG de siete velocidades. Se diferencia de las cajas de seis velocidades por tener dos embragues secos de siete velocidades. El embrague fue construido por sistemas LuK. La transmisión DSG de siete velocidades se utiliza en vehículos más pequeños, con un par motor inferior, con tracción delantera, como los Volkswagen Golf y Polo, y el Seat Ibiza de última generación, donde el par no supera los 250 Nm. La transmisión tiene una capacidad de aceite de 1,7 litros, muy inferior a la transmisión de seis velocidades. En 2010 se lanzó una transmisión DSG de siete velocidades para pares de motor de hasta 500 Nm y se instaló primero en el Audi TT RS.

## DSG longitudinal de Audi
Hacia finales de 2008, Audi produjo una nueva transmisión DSG longitudinal de siete velocidades llamada S tronic. El constructor fue el ingeniero de transmisión de Audi Mario Schenker. A principios del 2009, se utilizaba para algunos coches Audi con un motor montado longitudinalmente. Al igual que una transmisión de seis velocidades, tiene un embrague húmedo de varias placas. El embrague externo más grande tiene 10 placas y el embrague interno más pequeño tiene 12 placas. El cambio hacia la transmisión de seis velocidades también se encuentra en el sistema de lubricación. El S tronic tiene dos circuitos de lubricación completamente separados. Un circuito contiene 7,5 litros de aceite para embragues hidráulicos y mecatrónica, que es un aceite sintético completo para transmisiones automáticas (ATF). El segundo circuito lubrica la parte de engranajes de la caja de cambios y el diferencial delantero y contiene 4,3 litros de aceite clásico de hipenol para las cajas de cambios. El par máximo del motor para este tipo de transmisión es de 600 Nm y la potencia del motor es de hasta 330 kW. La transmisión pesa 141,5 kg con todos los aceites y un volante de inercia de dos masas. Está disponible en una variante quattro de tracción en las cuatro ruedas.

## Operación

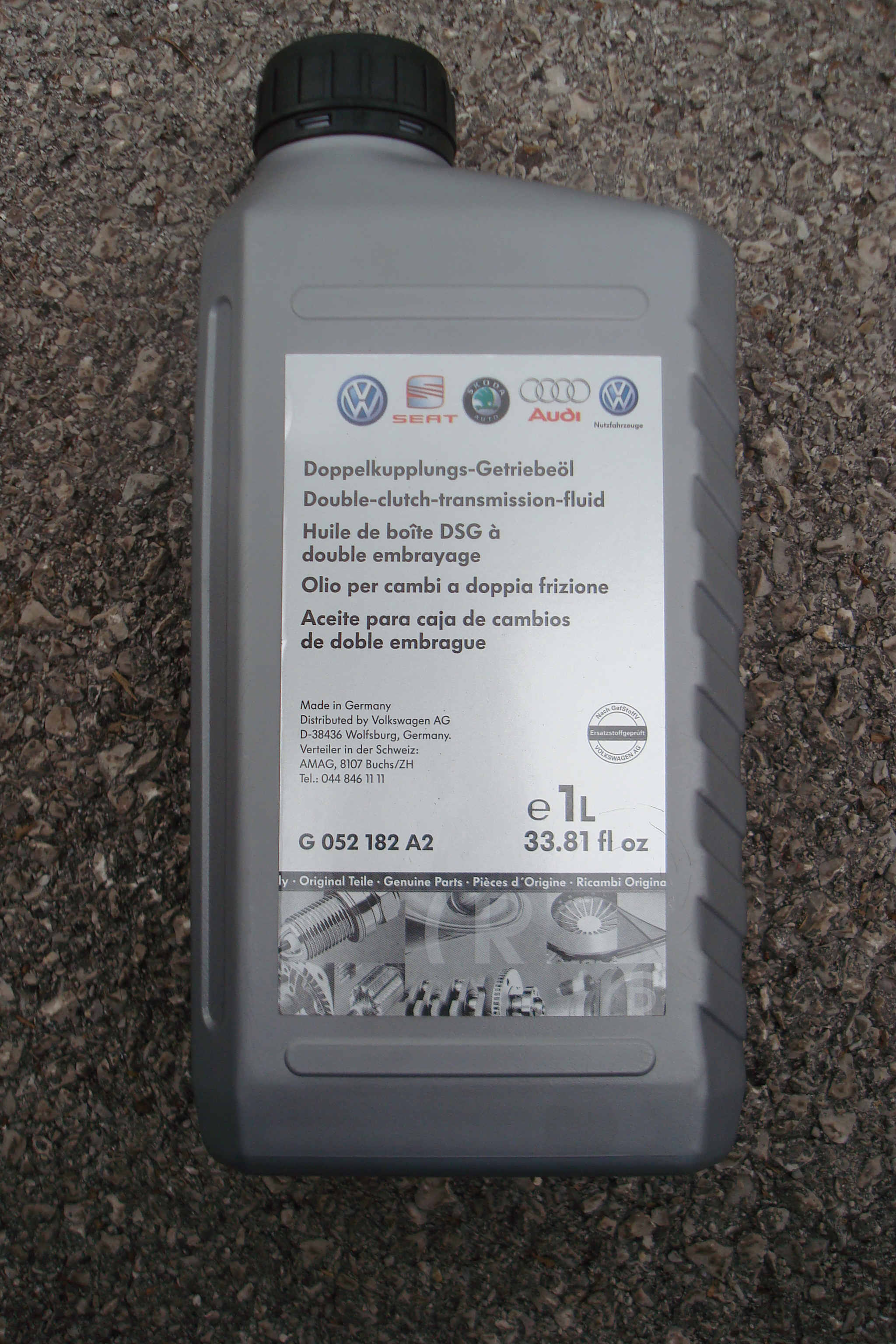
Envase de aceite para una transmisión DSG

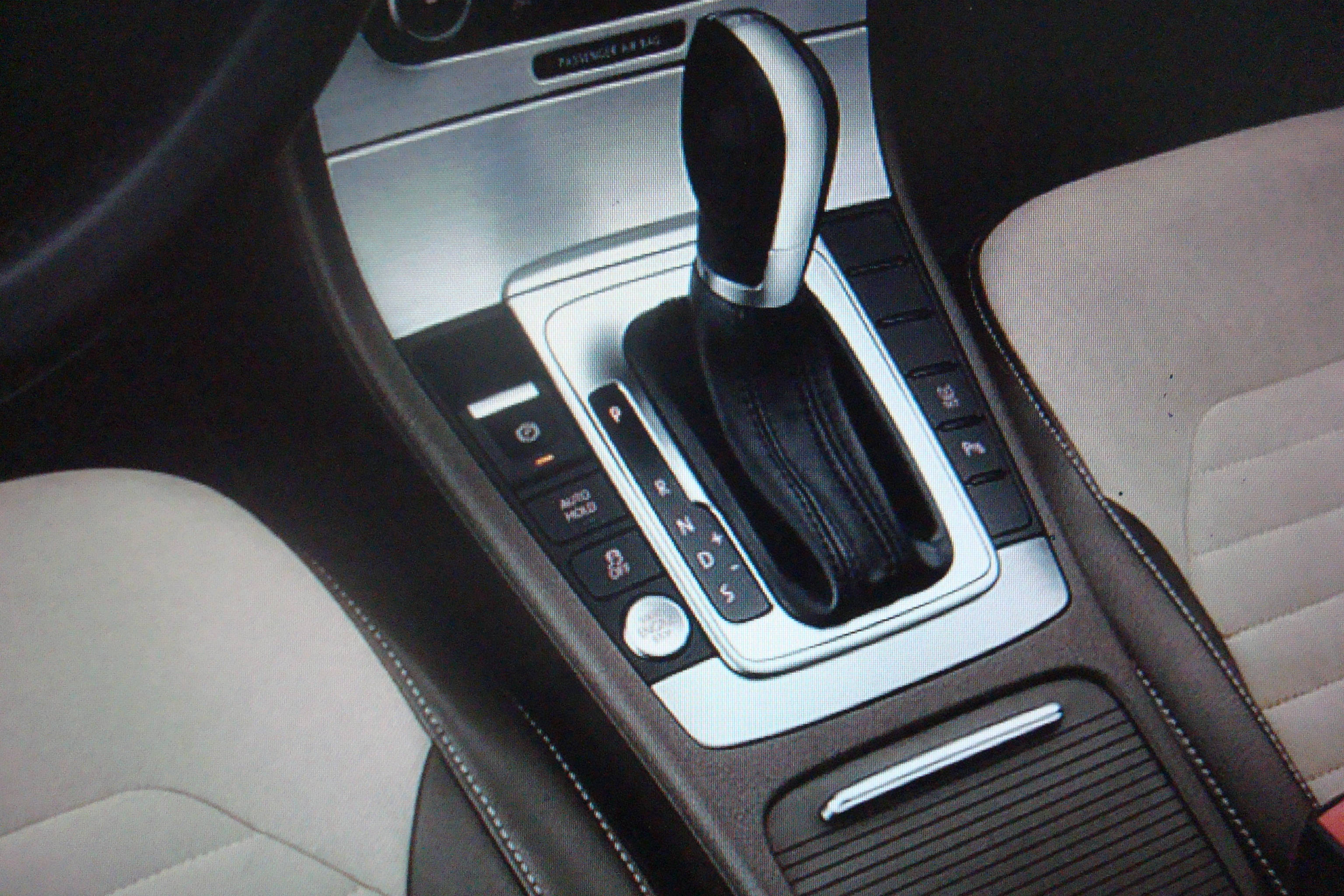
Palanca de cambios de un sistema DSG

Todos estos tipos de transmisión tienen dos embragues completos. El embrague exterior controla la primera, la tercera, la quinta (o si también hay séptima marcha) y la marcha atrás. El embrague exterior tiene un diámetro mayor que el interior y puede soportar pares más elevados. El embrague interno controla la segunda, la cuarta y la sexta marcha. En lugar de un embrague seco de una sola placa estándar, cada kit de transmisión DSG de seis velocidades tiene un embrague húmedo de cuatro placas, similar al de las motos. Debido a la falta de espacio, los embragues dobles son concéntricos y los ejes de la caja de cambios están huecos y son igualmente concéntricos. Como resultado, el engranaje está listo de antemano y se produce una transmisión sin accionamiento y el par se transfiere de un conjunto a otro. Esto significa que el DSG sólo necesita 8 milisegundos para pasar a una velocidad superior. El DSG es mucho más rápido en movimiento en comparación con la transmisión manual secuencial F430 Scuderia de Ferrari, ya que tarda 60 milisegundos en moverse. En el momento del cambio, las ruedas no tienen tracción.

## Gestión de transmisiones DSG
La gestión es similar a la de las transmisiones automáticas clásicas.
- P- se utiliza cuando el vehículo está estacionado, el freno de estacionamiento está activo.
- N- se utiliza cuando el vehículo está parado, en el ralentí.
- D- se utiliza en la conducción normal, la transmisión pasa de la 1a a la 6a o la 7a marcha y hacia atrás.[3]
- R- se utiliza para dar marcha atrás y tiene sólo una etapa.
- El S- se utiliza para la conducción deportiva, similar a la posición D, pero la transmisión mantiene el motor a revoluciones mucho más altas, tanto cuando se mueve hacia arriba como si se baja.
- +, - se utiliza cuando se quiere cambiar manualmente, la palanca se empuja hacia delante para cambiar a una marcha superior y hacia atrás para cambiar hacia abajo.[7]

## Modelos
| Nombre | Orientación  | Posiciones | Máx. par (N · m) | Tipo de embrague |
| ------ | ------------ | ---------- | ---------------- | ---------------- |
| DQ200  | Transversal  | 7          | 250              | Seco             |
| DQ200e | Transversal  | 7          |                  | Seco             |
| DQ250  | Transversal  | 6          | 400              | Húmedo           |
| DQ380  | Transversal  | 7          | 420              | Húmedo           |
| DQ381  | Transversal  | 7          | 420-430          | Húmedo           |
| DQ400e | Transversal  | 6          | 400              | Húmedo           |
| DQ500  | Transversal  | 7          | 600              | Húmedo           |
| DQ511  | Transversal  | 10         | 550              | Húmedo           |
| DL382  | Longitudinal | 7          | 500              | Húmedo           |
| DL501  | Longitudinal | 7          | 600              | Húmedo           |
| DL800  | Longitudinal | 7          |                  | Húmedo           |

## Ventajas de la transmisión
- Menor consumo de combustible[6]
- Las ruedas pasan menos tiempo sin tracción durante el cambio
- Tiempo de cambio más corto y equipamiento pre-preparado
- Desplazamiento suave
- Recorrido constante en 600 milisegundos independientemente de la posición del pedal del acelerador o del programa de funcionamiento[3]

## Inconvenientes de la transmisión
- Consumo de potencia del motor ligeramente mayor
- Aceites de transmisión especiales más caros[10]
- Construcción de las cajas de cambios relativamente cara
- El uso de la transmisión se limita al par máximo del motor
- El peso de la caja de cambios DSG es muy superior al peso de la caja de cambios clásica (75 kg frente a 47,5 kg)

## Retirada de vehículos equipados con transmisiones DSG
En 2009, Volkswagen América empezó a promover dos campañas de fábrica para la revisión de vehículos equipados con una transmisión DSG. En la primera campaña, fueron revisados 13.500 vehículos para resolver problemas con un cambio no planificado al neutro; mientras que en la segunda convocatoria, provocada por un problema de avería del sensor de temperatura, se revisaron 53.300 vehículos. La revisión de los vehículos fue el resultado de una investigación de la Administración nacional de seguridad del tráfico de carreteras (NHTSA) de los Estados Unidos, acerca de que los propietarios informaron de una pérdida repentina de energía de sus vehículos mientras conducían. La encuesta comprobó que los vehículos afectados eran modelos de la temporada del 2008 al 2009.

## Uso en vehículos
En los Audi, la caja de cambios DSG pasó a llamarse S-tronic
- Audi TT
- Audi A1
- Audi A3
- Audi S3
- Audi A4 (B8)
- Audi S4 (B8)
- Audi A5
- Audi A7
- Audi A8 (D4)
- Audi Q5
- Audi Q7
- Audi Q3
- Audi Q2

### Bugatti
- Bugatti Veyron EB
- Bugatti Chiron

### SEAT
- SEAT Ibiza
- SEAT León
- SEAT Altea
- SEAT Toledo
- SEAT Alhambra

### Škoda
- Skoda Fabia
- Skoda Octavia
- Škoda Roomster
- Škoda Superb II
- Škoda Yeti
- Škoda kamiq

### Volkswagen
- Volkswagen Polo
- Volkswagen Golf, GTI, TDI, R32
- Volkswagen Jetta y Bora
- Volkswagen Eos
- Volkswagen Touran
- Volkswagen New Beetle
- Volkswagen New Beetle Convertible
- Volkswagen Passat R36
- Volkswagen Passat CC
- Volkswagen Sharan
- Volkswagen Scirocco
- Volkswagen Tiguan
- Volkswagen Touareg

### Vehículos comerciales Volkswagen
- Volkswagen Caddy
- Volkswagen Transporter T5
- Volkswagen Crafter